# Le Pas-Kameesak
Pour les articles homonymes, voir Le Pas.
Circonscription électorale provinciale du Canada
Le Pas-Kameesak (The Pas-Kameesak en anglais) est une circonscription électorale provinciale du Manitoba (Canada).
Le nom provient de la plus grande communauté de la circonscription, Le Pas, et de Kameesak, qui signifie grand en langue crie, pour faire référence au lac Winnipeg.
Créée lors du redécoupage de 2018, cette circonscription est issue de Le Pas, Swan River et d'Entre-les-Lacs.

## Liste des députés
| Le Pas-Kameesak | Le Pas-Kameesak     | Le Pas-Kameesak | Le Pas-Kameesak | Le Pas-Kameesak | Le Pas-Kameesak |
| Nom             | Nom                 | Parti           | Mandat          | Législature     |                 |
| --------------- | ------------------- | --------------- | --------------- | --------------- | --------------- |
|                 | Amanda Lathlin (en) | Néo-démocrate   | 2019 - 2023     | 42e             |                 |
|                 | Amanda Lathlin (en) | Néo-démocrate   | 2023 - présent  | 43e             |                 |